# حسن يونس
حسن يونس وزير الكهرباء والطاقة المصري. من مواليد المنصورة في فبراير 1942 وهو متزوج وله 3 أبناء.
وحاصل على بكالوريوس الهندسة من جامعة عين شمس.
وقد تطورت الطاقة الكهربائية في فترته كثيرا وبشكل ملحوظ ومضاعف إذ له باع كبير في إنشاءات كثيرة وتوسيعات لكل محطات مصر للطاقة.[بحاجة لمصدر]

## المناصب قبل الوزارة
- رئيس الشركة القابضة لكهرباء مصر
- نائب رئيس مجلس إدارة هيئة كهرباء مصر للتشغيل
- مدير هيئة التشغيل ومدير عام هيئة الكهرباء